# Шлайкер (округ)
Округ Шлайкер (англ. Schleicher County) расположен в США, в штате Техас. На 2000 год численность населения составляла 2935 человек. По оценке бюро переписи населения США в 2009 году население округа составляло 2731 человек. Окружным центром является город Эльдорадо.

## История
Округ Шлайкер был сформирован в 1887 году.

## География
Согласно данным Бюро переписи населения США площадь округа Шлайкер составляет 3394 км².

### Соседние округа
- Том-Грин  (север)
- Менард  (восток)
- Саттон  (юг)
- Крокетт  (запад)
- Ирион  (северо-запад)

## Демография
По данным переписи населения 2000 года в округе проживало 2935 жителей. Среди них 26,6 % составляли дети до 18 лет, 15,5 % люди возрастом более 65 лет. 50,4 % населения составляли женщины.
Национальный состав был следующим: 96,3 % белых, 2,6 % афроамериканцев, 0,1 % представителей коренных народов, 0,4 % азиатов, 50,7 % латиноамериканцев. 0,4 % населения являлись представителями двух или более рас.
Средний доход на душу населения в округе составлял $15969. 14,6 % населения имело доход ниже прожиточного минимума. Средний доход на домохозяйство составлял $44070.
Также 60,4 % взрослого населения имело законченное среднее образование, а 17,6 % имело высшее образование.